# Menyhért Gergő
Menyhért Gergő (Miskolc, 1989. október 22. –) magyar labdarúgó. Jelenleg a Rákospalotai EAC csapatának tagja.

## Életpályája

### Diósgyőr
A saját nevelésű játékos 2006-ban került a felnőtt keretbe, de fiatal kora miatt kevés játéklehetőséget kapott. 2008-ban egy fél szezont a Bőcs KSC csapatánál játszott, ahol rendszeresen meccselt, majd visszatért a Diósgyőrhöz. A 2008-2009-es átigazolási időszakban a DVSC csapatánál járt próbajátékon, ahol szerződést ajánlottak, de -állítása szerint- szívére hallgatva maradt a DVTK-nál.

### Korábbi klubjai
- Diósgyőri VTK
- Bőcs KSC
- Kaposvölgye VSC

### NB1-es pályafutása
- Játszott meccsek: 5
- Gólok: -

## Külső hivatkozások
- dvtk.eu profil
- nso.hu profil
- Hlsz.hu profil